# Хомутов (окръг)
Окръг Хомутов (на чешки: Okres Chomutov) се намира в Устецки край, Чехия. Площта му е 935,30 km2, а населението му – 125 758 души (2012). Административен център е едноименният град Хомутов. В окръга има 44 населени места, от които 8 града.

## География
Разположен е в северозападната част на края. Граничи с окръзите Мост и Лоуни на Устецкия край; Карлови Вари на Карловарския край. На северозапад е държавната граница с Германия.

## Градове и население
По данни за 2009 г.:
| Град                | Население |
| ------------------- | --------- |
| Хомутов             | 50 725    |
| Ирков               | 21 241    |
| Кадан               | 18 853    |
| Клаштерец над Охржи | 15 820    |
| Вейпърти            | 3352      |
| Маштьов             | 641       |
| Вислуни             | 266       |
| Лоучна под Клиновце | 81        |

| Общо            | Жени             | Мъже             |
| --------------- | ---------------- | ---------------- |
| 129 136 (100 %) | 64 970 (50,31 %) | 64 166 (49,69 %) |